# Bartolomeu de Gusmão
Bartolomeu Lourenço de Gusmão (Santos, dezembro de 1685 — Toledo, 18 de novembro de 1724), cognominado o padre voador, foi um sacerdote secular, cientista e inventor nascido no Brasil, considerado o primeiro cientista do continente americano, onde foi autor da primeira patente de invenção. É conhecido como o pioneiro da aviação moderna, por ter inventado o primeiro aeróstato operacional. Poliglota e erudito, registrou várias outras invenções, atuou na diplomacia e na criptografia e destacou-se no estudo da história, matemática e mecânica. Camilo Castelo Branco o definiu como "o maior homem que deu o século XVIII a Portugal".

## Primeiros anos
Possuidor de profundas raízes brasileiras, descendia, por linha de sua mãe Maria Álvares, de uma tetravó paulista, sendo também paulistas sua mãe, a avó, a bisavó e a trisavó. Sobrinho pela linha materna de três padres jesuítas e dois frades capuchinhos, Bartolomeu era o quarto filho de Maria com o cirurgião Francisco Lourenço Rodrigues, de família há duas gerações no Brasil. O casal teria ao todo doze filhos, seis mulheres e seis homens, entre os quais, além de Bartolomeu, estava Alexandre de Gusmão, que viria a se tornar importante diplomata no reinado de D. João V, sendo autor do Tratado de Madri. Já que o Brasil era uma província de Portugal, consta no seu epitáfio, no átrio da igreja de São Romão, em Toledo: "presbítero português nascido na cidade de Santos, Brasil".
Foi batizado simplesmente com o nome de Bertolameu Lourenço, em 19 de dezembro de 1685, na Igreja Paroquial da vila de Santos pelo padre António Correia Peres. Eventualmente altera o prenome para "Bartolomeu", e mais tarde, em 1718, adota a si, tal como o irmão Alexandre, o apelido "de Gusmão", em homenagem ao preceptor e protetor, o jesuíta Alexandre de Gusmão.

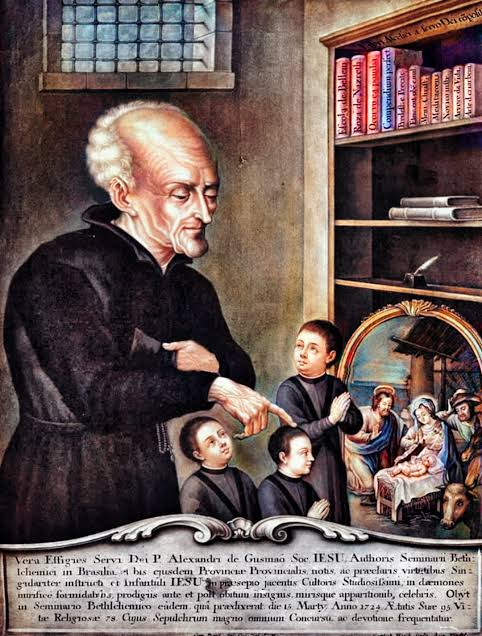
Representação do padre Alexandre de Gusmão feita pelo artista Gottlieb Heüfs.

O menino cursou as primeiras letras provavelmente na própria Capitania de São Vicente, no Colégio São Miguel, então o único estabelecimento educacional da região. Prosseguiu os estudos na Capitania da Baía de Todos os Santos. Como a maioria dos seus irmãos, optou ou foi orientado pelos pais a devotar-se à vida eclesiástica. Ingressou no Seminário de Belém, em Cachoeira, onde teria início a sua profícua carreira de inventor.
A edificação, situada sobre um monte de cem metros de altura, possuía precário abastecimento de água, que tinha que ser captada e transportada em vasos a partir de um brejo subjacente. Percebendo o problema, Bartolomeu inteligentemente planejou e construiu um maquinismo para levar a água do brejo até o seminário por meio de um cano longo. O invento, testado com absoluto sucesso, foi considerado admirável e de grande utilidade, inclusive pelo próprio reitor e fundador do seminário, o renomado sacerdote Alexandre de Gusmão, que lhe havia incutido o gosto pelas ciências.
Terminado o curso no Seminário de Belém em 1699, Bartolomeu transferiu-se para Salvador, capital do Brasil à época, e ingressou na Companhia de Jesus, de onde saiu antes de ser ordenado, em 1701.

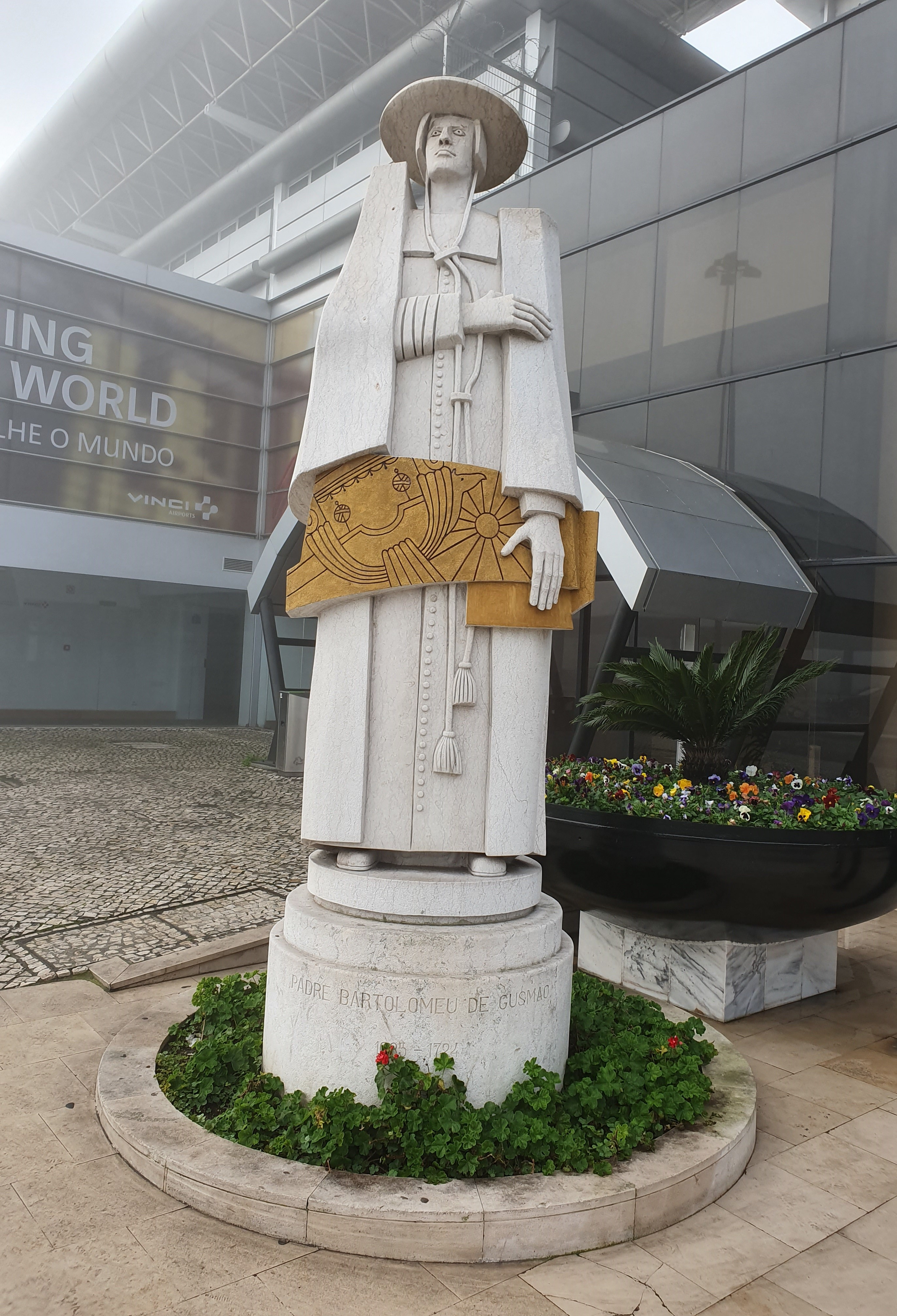
Estátua do Padre Bartolomeu de Gusmão no Aeroporto Humberto Delgado, em Lisboa.

Viajou para Portugal, onde chegou já famoso pela memória extraordinária, ficando hospedado em Lisboa, na casa do 3.º Marquês de Fontes, que se impressionara com os dotes intelectuais do jovem. Contava ele então com dezesseis anos.
Em 1702, Bartolomeu retornou ao Brasil e deu início ao processo de sua ordenação sacerdotal. Três anos depois ele requereu à Câmara da Bahia a patente para o seu aparelho inventado anos antes - o invento para fazer subir água a toda a distância e altura que se quiser levar. A patente foi expedida em 23 de março de 1707 pelo rei Dom João V. Foi essa a primeira patente de invenção outorgada a alguém nascido em território brasileiro.
Em 1708, já ordenado padre, Bartolomeu embarcou mais uma vez para Portugal. Logo após sua chegada, em 1.º de Dezembro matriculou-se na Faculdade de Cânones da Universidade de Coimbra. Passados alguns meses, contudo, abandonou a faculdade para instalar-se em Lisboa, aonde foi recebido com sumo agrado pelo Rei Dom João V e pela Rainha Maria Ana de Áustria, apresentado que fora aos soberanos por um dos maiores fidalgos da Corte, D. Rodrigo Anes de Sá Almeida e Menezes. Esse homem era ninguém menos que o 3.º Marquês de Fontes, o mesmo que o havia recolhido à sua casa quando da sua primeira estada em Portugal.

## As experiências com balões
Na capital portuguesa o padre Bartolomeu Lourenço pediu patente ou "petição de privilégio" para um “instrumento para se andar pelo ar” – que se revelaria ser, mais tarde, o que hoje se conhece por aeróstato ou balão –, a qual foi concedida no dia 19 de Abril de 1709. O fato causou celeuma na cidade e a notícia rapidamente se espalhou para alguns reinos europeus. O invento, divulgado por meia Europa em estampas fantasiosas que, em geral, o retratavam como uma barca com formato de pássaro, ficou conhecido como “Passarola”.

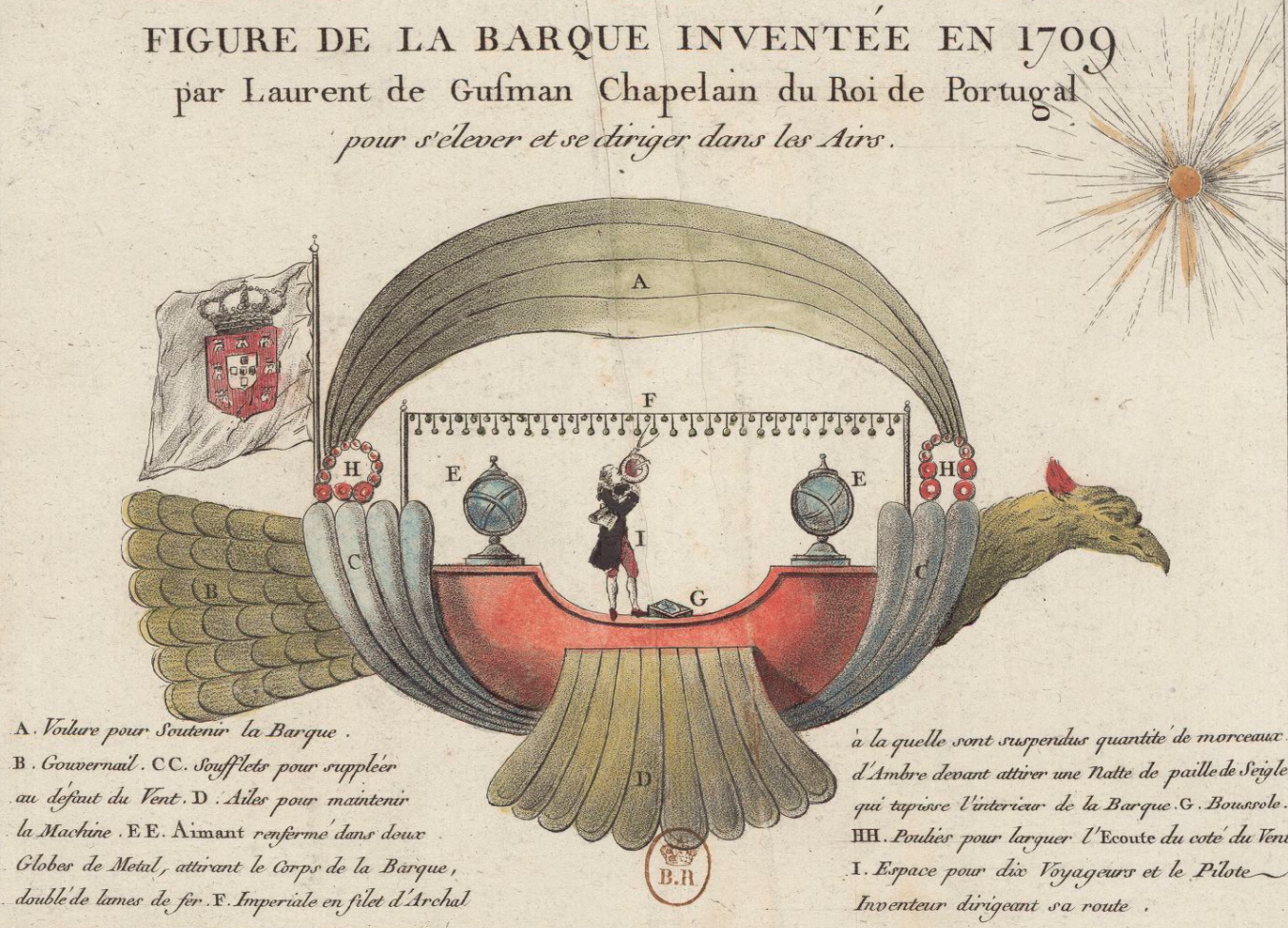
Ilustração fantasiosa da Passarola, de 1709.

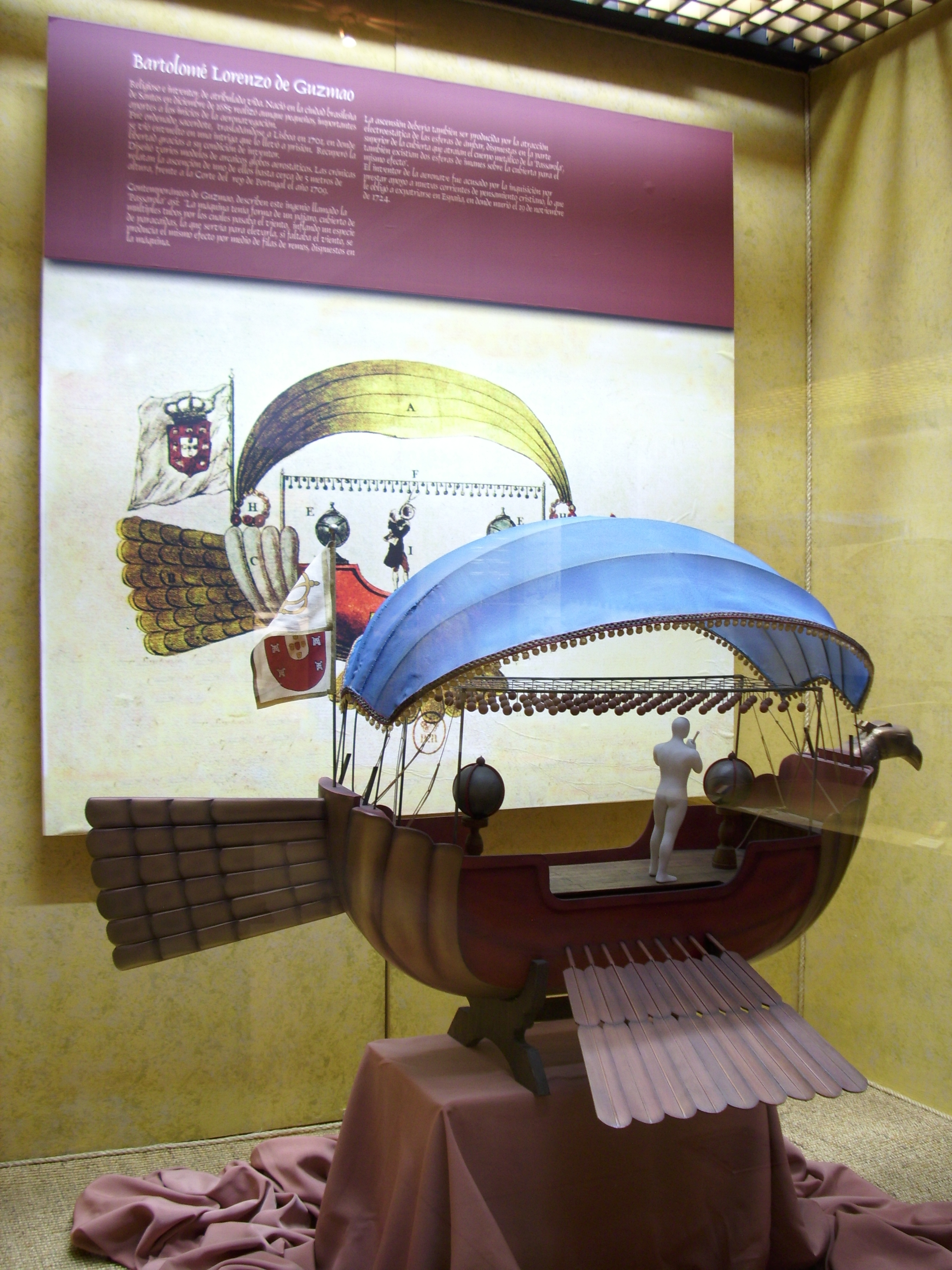
A Passarola num modelo em escala 1:10 da, exposta no Museo Nacional Aeronáutico y del Espacio de Chile.

As primeiras ilustrações da Passarola haviam sido na verdade elaboradas pelo filho primogênito do 3.º Marquês de Fontes, D. Joaquim Francisco de Sá Almeida e Meneses, com a conivência de Bartolomeu. O 8.º Conde de Penaguião e futuro 2.º Marquês de Abrantes contava 14 anos em 1709 e era, então, aluno de matemática do padre, sendo a única pessoa à qual ele permitia livre acesso ao recinto em que o engenho voador era guardado. Como o rapaz vivesse assediado por curiosos, que constantemente lhe faziam indagações acerca da invenção, resolveu ele, para deixar de ser importunado, elaborar o exótico desenho da Passarola, em que tudo era propositadamente falseado. E para preservar o verdadeiro princípio da invenção – o Princípio de Arquimedes –, atribuiu a ascensão da engenhoca ao magnetismo, que era então a resposta para quase todos os mistérios científicos. Esperava dessa maneira melhor proteger o segredo confiado à sua guarda e ludibriar os bisbilhoteiros. Comunicou o plano a Bartolomeu, que o aprovou, e fingiu deixar o desenho escapar por descuido. A Passarola, inspirada ao que parece na fauna fabulosa de algumas lendas do Brasil, acabou sendo rapidamente copiada, logo se espalhando pela Europa em várias versões, para grande riso dos dois embusteiros.

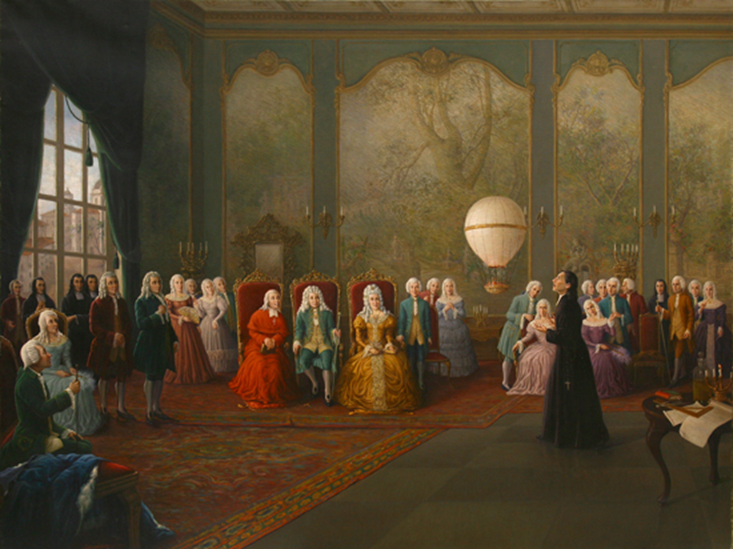
Bartolomeu de Gusmão apresenta os seus protótipos à corte de D. João V.

Gusmão, a quem o rei concedeu, além do alvará, as chaves da sua quinta em Alcântara, Lisboa, para nela construir e testar o anunciado engenho, não demorou a colocá-lo em prática. Trabalhando com afinco, gastou-se já à época quantia considerável — cerca de duzentos mil réis apenas em arames  e, por ordem do rei, o padre teve acesso tanto à quinta dos duques de Aveiro como à de Alcântara para preparar seus experimentos.
Em agosto de 1709, Gusmão realizou perante a corte portuguesa cinco experiências públicas com balões de pequenas dimensões, conduzidas em diferentes dependências do Palácio Real e em locais próximos. A primeira, realizada no dia 3 na Casa do Forte, terminou em incêndio antes mesmo de o protótipo subir. Dois dias depois, em 5 de agosto, noutra dependência do palácio, a Casa Real, o aeróstato provido no fundo de uma tigela com álcool em combustão elevou-se aproximadamente quatro metros, mas começou a arder no ar e foi imediatamente derrubado por serviçais receosos de que incendiasse os cortinados.
Na terceira experiência, realizada no pátio da Casa da Índia, com a presença do rei, da corte, de fidalgos, nobres e de uma grande multidão, o balão conseguiu elevar-se livremente, demonstrando pela primeira vez um artefato humano capaz de flutuar sem apoio, e deslizou no ar até colidir com uma cimalha da torre da Igreja do Rosário, incendiando-se ao cair. Embora inédita, a demonstração foi considerada modesta, distante das promessas de um engenho grande, tripulável e capaz de longas viagens.
A quarta experiência, provavelmente no dia 7 no Terreiro do Paço (hoje Praça do Comércio), mostrou o balonete subir a grande altura, permanecer suspenso por algum tempo e pousar suavemente, sem se queimar. Na quinta, realizada em 8 de agosto na Sala das Audiências do Palácio Real, diante do rei, da família real, do núncio Michelangelo Conti (futuro Papa Inocêncio XIII), de fidalgos e de uma multidão curiosa, o pequeno globo elevou-se até o teto do aposento, manteve-se suspenso e desceu suavemente, sem incidentes.
As experiências demonstraram pela primeira vez a capacidade de um artefato humano elevar-se livremente, mas o resultado permaneceu limitado em relação às promessas de Gusmão. Em 3 de outubro de 1709, uma nova demonstração na ponte da Casa da Índia com um protótipo maior elevou-se a grande altura, flutuou por tempo não medido e pousou sem estrépito. Apesar do interesse despertado, a invenção não foi considerada prática: os balões não suportavam grandes pesos, não podiam ser direcionados e representavam risco de incêndio. 
Em 3 de Outubro de 1709, na ponte da Casa da Índia, o padre fez nova demonstração do invento. O aparelho utilizado era maior que os anteriores, mas ainda incapaz de carregar um homem. A experiência teve êxito absoluto: o aeróstato subiu alto, flutuou por um tempo não medido e pousou sem estrépito.
Cinco testemunhas registraram essas experiências: o cardeal italiano Miquelângelo Conti, eleito papa em 1721 como Inocêncio XIII, os escritores Francisco Leitão Ferreira e José Soares da Silva, nomeados membros da Academia Real de História Portuguesa em 1720, o diplomata José da Cunha Brochado e o cronista Salvador Antônio Ferreira. Sobre as experiências de Bartolomeu de Gusmão, o cardeal Conti apressou-se em escrever uma carta ao Vaticano, relatando:
"Esta cidade encontra-se divertida pelos discursos sobre uma proposta feita ao Rei por um sacerdote do Brasil, vindo com as últimas naves, o qual pretende inventar nova navegação para ir às Índias sem tocar a Tramontana, porém diretamente pelo levante e poente; e também um engenho para voar, até com dez pessoas dentro, a respeito do qual foram ouvidos os pareceres de muitos ministros e matemáticos."  
Em 1843 o escritor Francisco Freire de Carvalho disse haver tomado conhecimento, por intermédio de um ancião chamado Timóteo Lecussan Verdier, de uma outra experiência aerostática, assistida pelo diplomata português Bernardo Simões Pessoa, em que o balão partiu da Torre de São Roque e caiu junto à costa da Cotovia por detrás de S. Pedro d’Alcântara. Segundo Carvalho, Verdier, por sua vez, assegurava que o relato da ascensão lhe fora transmitido pelo próprio Pessoa em tempos muito anteriores ao ano de 1783, quando dos primeiros voos de balões na primeiros voos de balões na França.

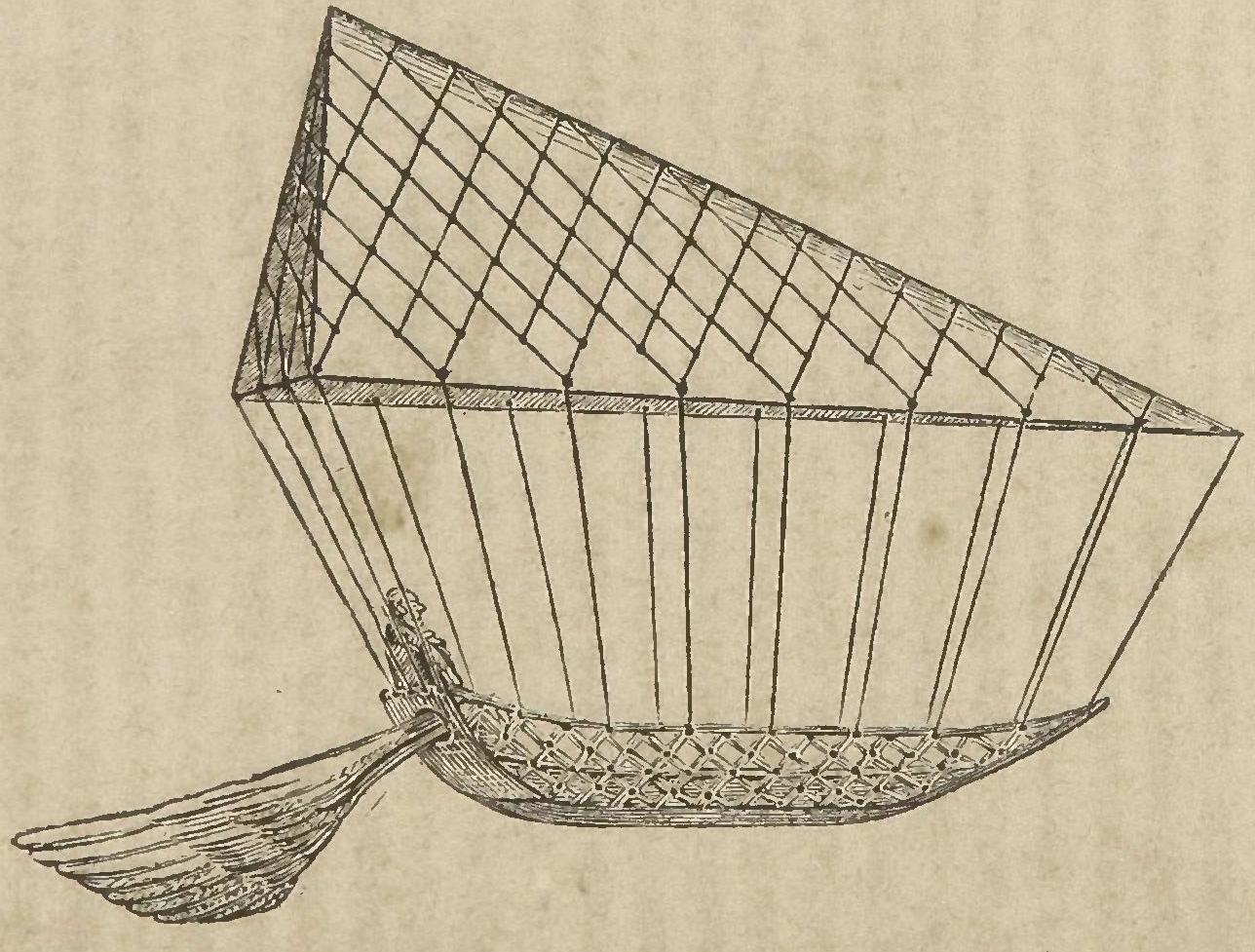
Ilustração interpretativa da Passarola, realizada por Augusto Felippe Simões, segundo indicações do códice 342 da Bibliotheca da Universidade de Coimbra.

Lamentavelmente, todas essas experiências, embora assistidas por ilustres personalidades da sociedade portuguesa da época, não foram suficientes para a popularização do invento. Os pequenos balões exibidos, além de não haverem sido encarados como inovação importante ou útil, por serem desprovidos de qualquer tipo de controle - eram levados pelo vento -, foram considerados perigosos, pois podiam, como se vira, provocar incêndios. Esses fatores desestimularam a construção de um modelo grande, tripulável.

## Últimos anos
Dizia o Visconde de São Leopoldo que Gusmão nunca fez alarde dos seus profundos conhecimentos de humanidades, porém o seu saber era admirado por todos os seus contemporâneos. Memorizava longos trechos da Bíblia, sabendo fazer complexas relações entre elas. Além do português, era versado em latim, francês, italiano, holandês, inglês, grego e hebraico. Nos estudos da Matemática, em toda sua extensão, excedeu ao conhecimento dos estudiosos do seu tempo em Portugal.
Seu irmão Alexandre veio morar com ele em Lisboa em 1710. Aos contatos de Bartolomeu na Corte lisboeta se deveu o apontamento de Alexandre para a diplomacia, poucos anos depois. Entre 1713 e 1716, Bartolomeu viajou pela Europa. Logo no primeiro ano, registrou na Holanda o invento de uma “máquina para a drenagem da água alagadora das embarcações de alto mar” (patente que só veio a público em 2004 graças a pesquisas realizadas pelo arquivista e escritor brasileiro Rodrigo Moura Visoni). Inventou ainda um sistema de espelhos e lentes convergentes para assar carne ao sol.
Viveu então em Paris, trabalhando como ervanário para se sustentar. Estava ali Alexandre, que havia se tornado secretário do embaixador de Portugal na França. Em 1720, após concluir o curso de Direito Canônico, Bartolomeu foi convocado pelo rei de Portugal para servir no Ministério das Relações Exteriores. Nesse mesmo ano, tornou-se um dos cinquenta fundadores da Academia Real de História Portuguesa, da qual seria proeminente membro ativo. Dedicou-se em 1721 à fabricação de carvão artificial. No ano seguinte, foi nomeado fidalgo-capelão da casa real portuguesa.
Por volta desse tempo, contudo, uma crise religiosa, originada de suas relações de longa data com cristãos-novos brasileiros, o levou ao judaísmo. Sua conversão se deu em 1722, sob a orientação de um cristão-novo carioca, Miguel de Castro Lara. O futuro relato de um seu irmão mais novo, Frei João Álvares, que morava com ele e se converteu ao seu lado, ao Santo Ofício, ainda que deva ser considerado com cautela, mostra aspectos místicos, messiânicos e megalômanos do "padre voador". Em meio aos contínuos e graves delírios patológicos de que vinha padecendo, ele teria chegado à conclusão de que o verdadeiro messias profetizado não era Jesus Cristo, mas ele mesmo. Sua invenção do aeróstato o teria levado a concluir que, já que a tecnologia o permitia uma capacidade sem precedente de conquista mundial, a ele cabia pessoalmente o papel de construir o Quinto Império. Assim, Bartolomeu pretendia usar seu invento para subjugar todos os reinos do mundo e destruir os insubmissos.

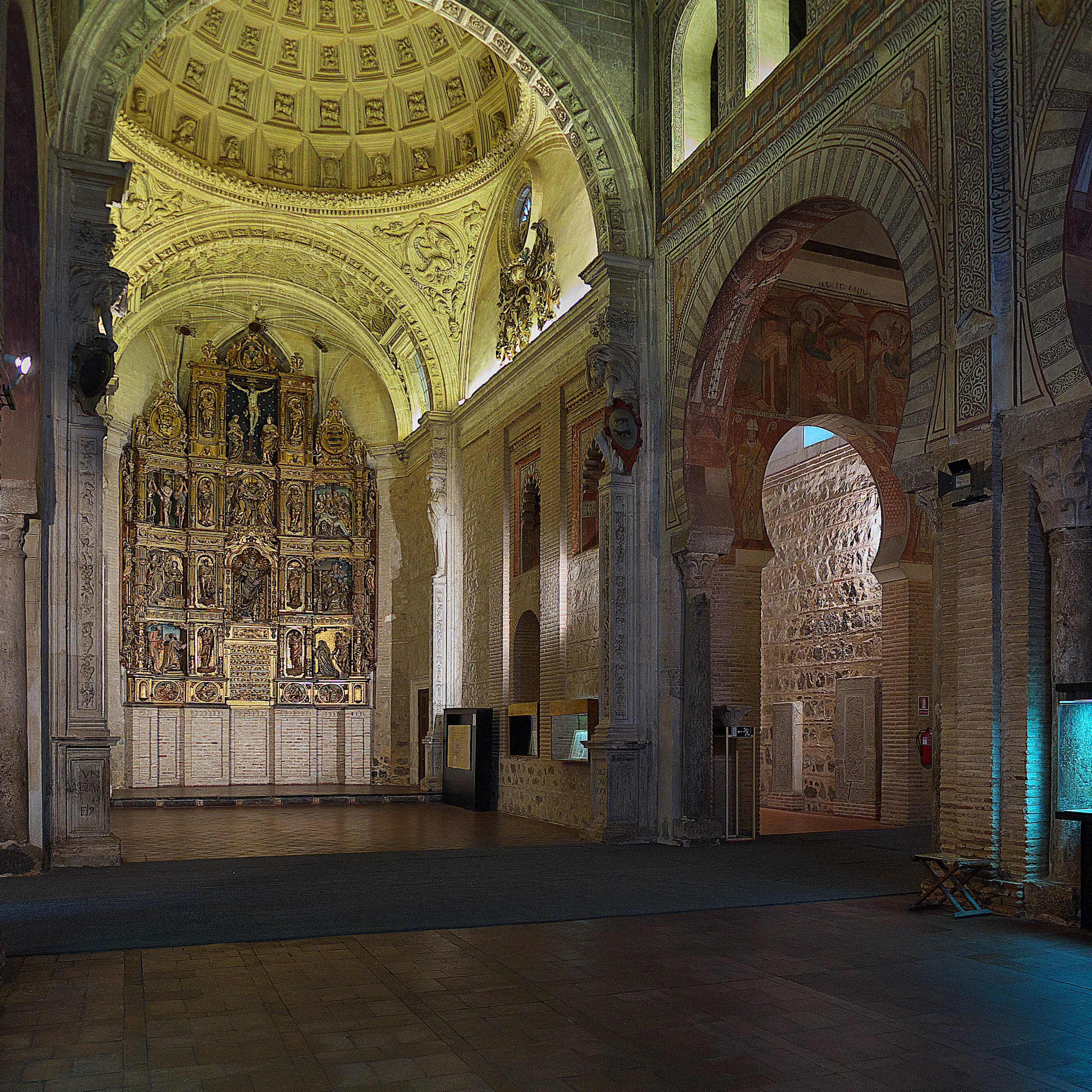
Interior da Igreja de São Romão, em Toledo, onde Bartolomeu de Gusmão foi sepultado.

Em Portugal, em 1724, ele inventou uma máquina para ampliar a potência dos moinhos hidráulicos, contemplada com patente em julho. Nesse mesmo ano, desconfiado de uma possível delação à Inquisição e prestes a ser preso em 26 de setembro, fugiu de Lisboa acompanhado de seu jovem irmão, João Álvares de Santa Maria, frei da Ordem dos Carmelitas Calçados. João havia chegado a Portugal em dezembro de 1722 e, desde maio de 1724, residia na casa do irmão.
Antes de partir, Bartolomeu queimou seus arquivos, o que impediu um conhecimento mais completo de sua vida e de seus trabalhos.
A fuga, no entanto, foi um desastre: os irmãos inicialmente pretendiam chegar à Inglaterra, onde se refugiavam cristãos-novos vindos de Portugal, mas não conseguiram embarcação com esse destino. Foram então para a Espanha, percorrendo parte do caminho a pé. Inicialmente planejavam alcançar Paris via Madri, mas, devido ao precário estado de saúde de Bartolomeu e à escassez de recursos, tiveram de interromper a viagem em Toledo.
Ao contrário do que algumas fontes aventaram, a fuga não teve relação com suas invenções nem com a paixão por alguma freira.
Logo ao chegar a Toledo, Bartolomeu adoeceu gravemente, recolhendo-se ao Hospital da Misericórdia daquela cidade, onde faleceu em 19 de novembro de 1724, aos 38 anos. Confessou-se e recebeu a comunhão e a extrema-unção antes de morrer, conforme o rito católico, sendo sepultado na Igreja de São Romão, em Toledo, com as despesas custeadas pela Irmandade dos Sacerdotes do Senhor São Pedro.
Foram feitas, ao longo de décadas, várias tentativas para localizar a sua tumba, o que só ocorreu em 1856. Após três negações de entrega dos seus despojos pelo governo espanhol, um pedido do deputado federal paulista Antônio Sílvio Cunha Bueno teve sucesso em 1966. Parte dos restos mortais foi transportada para o Brasil e, após várias instituições, se encontra, desde 2004, na Catedral Metropolitana de São Paulo.

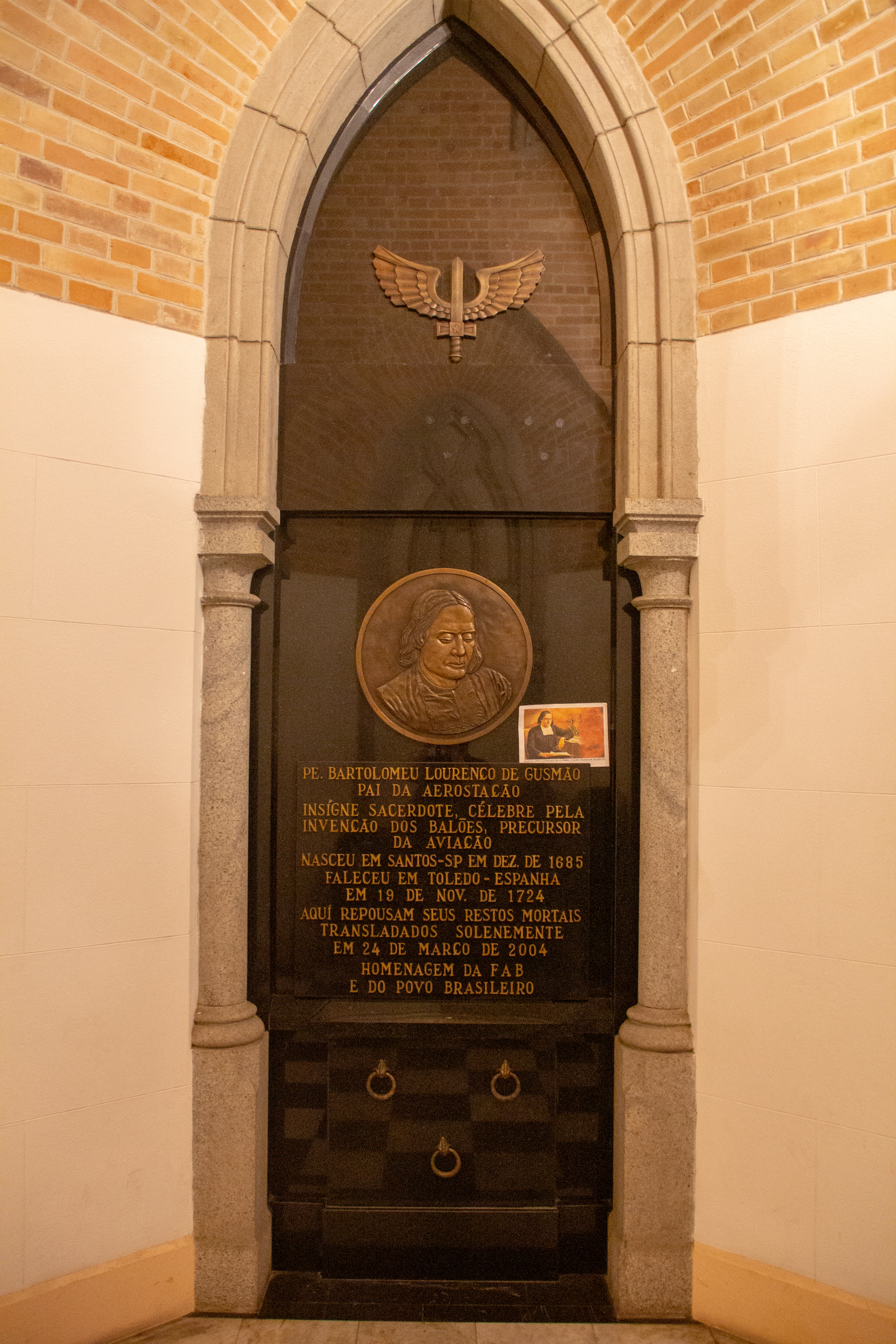
Catedral Metropolitana de São Paulo, onde estão os restos mortais de Bartolomeu de Gusmão desde 2004.

## Legado
Embora Bartolomeu tenha criado o que Rodrigo Visoni e João Callane descrevem como "a mais espetacular máquina do mundo de então", sua invenção não levou a mais do que uma frívola curiosidade. Considera-se que, se as suas demonstrações tivessem alcançado repercussão no meio científico, poderiam ter antecipado em décadas o surgimento da teoria cinética dos gases, cujo primeiro esboço só seria publicado em 1738, por Daniel Bernoulli. A própria fama pela invenção do aeróstato seria levada pelos Irmãos Montgolfier, reinventando-o setenta e quatro anos após o seu experimento, em 1783, com um balão de linho que usava o mesmo princípio de Bartolomeu.
Santos Dumont concluiria a obra de Bartolomeu em 1901, ao construir o primeiro balão dirigível. Os modernos balões de ar quente constituem versões modificadas do modelo de Bartolomeu, com desenvolvimentos de Paul Edward Yost.

## Homenagens

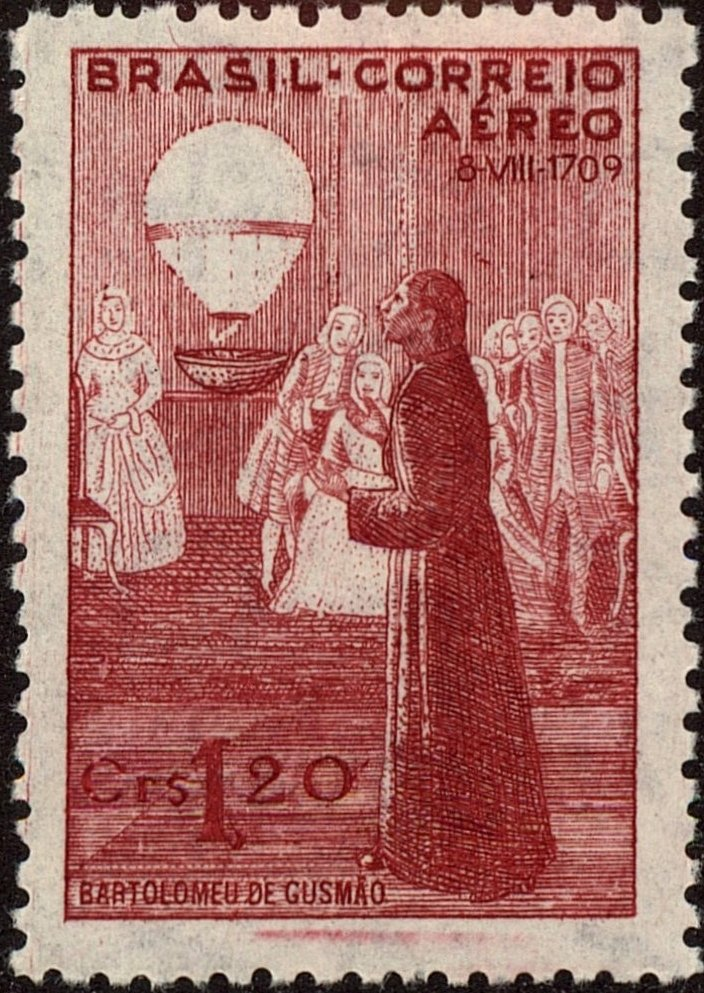
Selo brasileiro de 1944, baseado na pintura de Bernardino de Souza Pinheiro, na qual Bartolomeu de Gusmão apresenta à corte portuguesa o “Instrumento para Andar no Ar”.

Nas festas oficiais do centenário da Independência, em 7 de setembro de 1922, um monumento em mármore em sua homenagem foi inaugurado em sua cidade natal, Santos, na Praça Rui Barbosa.
Ruas e avenidas foram batizadas com seu nome em São Paulo, Santo André, Santos, Aparecida, Petrópolis, Araruama, Lagoa Santa, Fortaleza, Vitória da Conquista e na cidade portuguesa de Amadora. Receberam o seu nome escolas em São Paulo, João Pessoa e Lauro de Freitas e, em Portugal, Lisboa. Desde 1935, o Aeroporto Estadual de Araraquara é chamado Aeroporto Bartolomeu de Gusmão.
É patrono do Instituto Histórico-Cultural da Aeronáutica.
Olavo Bilac dedicou a ele um poema:
Em Toledo. Lá fora, a vida tumultua

E canta. A multidão em festa se atropela...

E o pobre, que o suor da agonia enregela,

Cuida o seu nome ouvir na aclamação da rua.

Agoniza o Voador. Piedosamente, a lua

Vem velar-lhe a agonia através da janela.

A Febre, o Sonho, a Glória enchem a escura cela,

E entre as névoas da morte uma visão flutua:

“Voar! varrer o céu com asas poderosas,

Sobre as nuvens! correr o mar das nebulosas,

Os continentes de ouro, o fogo da amplidão!...”

E o pranto do luar cai sobre o catre imundo...

E em farrapos, sozinho, arqueja moribundo

Padre Bartolomeu Lourenço de Gusmão.

## Na cultura popular
- Bartolomeu de Gusmão é uma das personagens centrais do romance Memorial do Convento, de José Saramago, em que é ajudado por Baltazar Sete Sóis e Blimunda Sete Luas na construção da Passarola.

- No romance histórico-ficcional Passarola Rising, Bartolomeu e seu irmão Alexandre inventam uma nave aérea peculiar para escapar do clima intelectual sufocante de Portugal e viajam pelo mundo em busca da verdade científica, encontrando diversas aventuras e personagens pitorescos da Europa do século XVIII.

- Mais recentemente, sua trajetória foi representada em um episódio da série documental Cientistas Brasileiros (2023), que aborda sua vida e invenções, incluindo a apresentação do balão à corte portuguesa.